# Standfussiana turbeti
Standfussiana turbeti är en fjärilsart som beskrevs av Le Cerf 1932. Standfussiana turbeti ingår i släktet Standfussiana och familjen nattflyn. Inga underarter finns listade i Catalogue of Life.